# MS-DOS Shell
DOSシェル(どすシェル、英語: DOSSHELL)は、MS-DOSおよびIBM DOS (PC DOS)のバージョン4から標準搭載されたファイルマネージャ。名称はIBM DOS版では「DOSシェル」、MS-DOS版では「MS-DOSシェル」（英語: MS-DOS Shell）。

## 概要
DOSシェルは1988年のDOS 4.0より、以下のDOSに標準搭載された。
- DOSシェル - IBM DOS 4.0 ～ PC DOS 2000
- MS-DOSシェル - MS-DOS 4.0 ～ MS-DOS 6.22

DOS 4.0はIBM主導で開発され、マイクロソフト経由で各社にOEM供給された。DOS 5.0迄はIBMとマイクロソフトはオペレーティングシステムの共同開発契約が存在した。
DOSシェルはキャラクタモードおよびグラフィックモードの画面表示を持ち、プログラムの起動や簡単なファイル操作が行える。両モードともキーボードでもマウスでも操作できる。DOSシェルはDOSに簡単なグラフィカルユーザインタフェースを提供した。
DOSシェルの画面は、デフォルトでは上部にファイル操作の画面があり、下部にプログラム起動用の「メイン」画面がある。ファイル操作画面では、ドライブの選択、ファイルのオープン（実行）・コピー・削除などのディスク操作を行うことができる。「メイン」画面は、予め登録したプログラムを、画面上の操作（カーソルキーとエンターキー、またはマウス）で起動できる。プログラムランチャーであり、タスクスイッチャである。DOSシェルから呼び出されたプログラム類はチャイルドプロセスとして動作し、シングルタスクである。
32ビット CPUでの稼働中は、仮想86モードによって、複数のアプリケーションを起動させたままAlt + Tab（PC-9800/9821シリーズの場合Graph + Tab）キーによって切り替えることもできた。この場合は、特定のアプリケーションがアクティブな間、他のアプリケーションは動作を停止してしまう疑似マルチタスクである。
DOSシェルの画面・機能・操作性は、1987年のMicrosoft Windows 2.0、および1987年のOS/2バージョン1.1のプレゼンテーションマネージャ(PM)と酷似しているが、理由は、この3製品はIBM SAAのCUA'87 準拠のためである。
なお、NEC PC-100添付のMS-DOS2.01に「VShell」というマウス操作可能のCUI型ファイラがあり、MS-DOS Shellに類似する。

## 影響
IBM DOS (PC DOS) では、DOSシェルはバージョン4.0以降の全バージョン（日本でのDOS/Vを含む）に搭載され、DOSインストール後は標準のシェルとして起動される。これはDOS全体の最終版であるPC DOS 2000まで続いた。
Config.sysからShell=DOSSHELL.EXEとの記述を削除（コメントアウト）すれば、従来のCOMMAND.COMを標準のシェルとする事もできる。またIBM自身も含めた各PCメーカーが、差別化のため独自のシェルが標準起動する事も多かった。
しかし、MS-DOS、特に日本では、DOSシェルは以下の理由により普及せず、標準のシェルとされる事はほとんど無かった。
- コンベンショナルメモリを圧迫しフリーエリアがわずかしか得られない（日本では、日本語入力システムが必要なため、起動しないアプリケーションが多かった）
- バージョン4はIBM主導で開発された影響もあり、国産PCメーカーの大半はバージョン3を使い続けた
- 日本ではMS-DOS環境でファンクションキーを多用するアプリケーションやツールが多く、本格的なグラフィック環境は1990年のMicrosoft Windows 3.0まで主流とならなかった

1993年のMS-DOSバージョン6では、DOSシェルは標準ディスクセットから除外された。（IBMとマイクロソフトのOS共同開発契約はバージョン5までである。）ただし日本では、日本電気が販売したPC-9800シリーズ用とセイコーエプソンが発売したEPSON PC用MS-DOSバージョン6.2では標準ディスクセットに付属していた。